# Ayrton Sweeney
Pour les articles homonymes, voir Sweeney.
Ayrton Stuart Gavin Sweeney, né le 11 mai 1993 au Cap, est un nageur sud-africain.

## Carrière
Ayrton Sweeney obtient trois médailles d'or, sur 400 mètres quatre nages et sur les relais 4 x 100 mètres nage libre et 4 x 200 mètres nage libre, ainsi qu'une médaille de bronze sur 200 mètres quatre nages aux Championnats d'Afrique de natation 2012 à Nairobi.
Aux Jeux africains de 2015 à Brazzaville, il est médaillé d'or du 200 mètres brasse et du 400 mètres quatre nages, médaillé d'argent du relais 4 x 100 mètres quatre nages et médaillé de bronze du 200 mètres quatre nages.
Aux Championnats d'Afrique de natation 2016 à Bloemfontein, il remporte la médaille d'or du 200 mètres brasse et du 400 mètres quatre nages. 
Aux Championnats d'Afrique de natation 2018 à Alger, il remporte la médaille d'or du 200 mètres brasse et du 200 mètres quatre nages, la médaille d'argent du 100 mètres quatre nages et des relais 4 x 100 mètres nage libre, 4 x 100 mètres quatre nages et 4 x 100 mètres nage libre mixte et la médaille de bronze du relais 4 x 200 mètres nage libre.
Aux Jeux africains de 2019 à Rabat, il est médaillé d'argent du 400 mètres quatre nages.